# Lanza (comune)
Lanza è stato un comune italiano dal 1928 al 1947.
Creato per volontà del regime fascista, univa in un unico municipio i comuni di Malvagna e Mojo Alcantara, nella provincia di Messina. Il capoluogo comunale era posto a Malvagna, rinominata Lanza Superiore, mentre Mojo Alcantara venne rinominato Lanza Inferiore.